# Raków (województwo łódzkie)
Raków (dawn. Raków-Kolonia) – kolonia w Polsce położona w województwie łódzkim, w powiecie piotrkowskim, w gminie Moszczenica. Przez miejscowość przepływa struga Rakówka.
Południową część (430 ha) Rakowa-Kolonii włączono 1 lutego 1977 do Piotrkowa Trybunalskiego.
| SIMC    | Nazwa     | Rodzaj        |
| ------- | --------- | ------------- |
| 0546762 | Wygwizdów | część kolonii |

## Historia
Od 1867 w gminie Uszczyn w powiecie piotrkowskim w guberni piotrkowskiej. Od 1919 w woj. łódzkim. Tam 19 października 1933 utworzono gromadę o nazwie Kolonja Raków w gminie Uszczyn, składającej się z samej kolonii Raków.
Podczas II wojny światowej miejscowość włączono do Generalnego Gubernatorstwa (dystrykt radomski, powiat Petrikau), nadal w gminie Uszczyn. W 1943 roku liczba mieszkańców Dorfgemeinde Raków kol. wynosiła 135.
Po wojnie ponownie w województwie łódzkim i powiecie piotrkowskim, jako jedna z 13 gromad gminy Uszczyn. 21 września 1953 gminę Uszczyn przemianowano na Poniatów. W związku z reorganizacją administracji wiejskiej jesienią 1954, miejscowość weszła w skład nowej gromady Raków, a po jej zniesieniu 31 grudnia 1959 – do gromady Poniatów.
Od 1 stycznia 1973 w nowo utworzonej gminie Piotrków Trybunalski w powiecie piotrkowskim. 1 lutego 1977 gminę Piotrków Trybunalski zniesiono, a Raków-Kolonię włączono do gminy Moszczenica, oprócz południowej części (430 ha), którą włączono do Piotrkowa Trybunalskiego.
W latach 1975–1998 miejscowość położona była w województwie piotrkowskim.